# Podregion Oulunkaari
Podregion Oulunkaari (fiń. Oulunkaaren seutukunta) – podregion w Finlandii, w regionie Pohjois-Pohjanmaa.
W skład podregionu wchodzą gminy:
- Ii
- Pudasjärvi
- Simo
- Utajärvi
- Vaala (od 2016 roku, wcześniej w Kainuu[2])